# Luidia savignyi
Luidia savignyi är en sjöstjärneart som först beskrevs av Jean Victor Audouin 1826.  Luidia savignyi ingår i släktet Luidia och familjen sprödsjöstjärnor. Inga underarter finns listade i Catalogue of Life.